# Cyrnus lusitanus
Cyrnus lusitanus là một loài Trichoptera trong họ Polycentropodidae. Chúng phân bố ở miền Cổ bắc.